# Distrikt Uchumarca
Der Distrikt Uchumarca liegt in der Provinz Bolívar in der Region La Libertad im Westen von Peru. Der Distrikt wurde am 2. Januar 1857 gegründet. Er besitzt eine Fläche von 221 km². Beim Zensus 2017 wurden 2445 Einwohner gezählt. Im Jahr 1993 lag die Einwohnerzahl bei 3116, im Jahr 2007 bei 2888. Die Distriktverwaltung befindet sich in der 3035 m hoch gelegenen Ortschaft Uchumarca mit 1128 Einwohnern (Stand 2017). Uchumarca liegt 16 km nordwestlich der Provinzhauptstadt Bolívar.

## Geographische Lage
Der Distrikt Uchumarca liegt an der Westflanke der peruanischen Zentralkordillere im äußersten Nordosten der Provinz Bolívar. Der Río Chivane durchquert den Distrikt in nordwestlicher Richtung und entwässert das Areal zum Río Marañón hin.
Der Distrikt Uchumarca grenzt im Westen an den Distrikt Longotea, im Norden an die Distrikte Chuquibamba und Distrikt Leimebamba (beide in der Provinz Chachapoyas), im Osten an den Distrikt Huicungo (Provinz Mariscal Cáceres), im Süden an den Distrikt Bolívar sowie im Südwesten an den Distrikt Ucuncha.